# Ціль (Фолаут)
Ціль (The Target) — другий епізод першого сезону американського серіалу «Фолаут». Епізод написали Женева Робертсон-Дворет і Грем Вагнер, режисура Джонатана Нолана. Перший показ відбувся 10 квітня 2024 року разом із рештою сезону.

## Зміст
В одному з об'єктів Анклаву вчений, доктор Зіґґі Вілзіґ, удосконалював технологію холодного синтезу. Він змушений тікати з об'єкта після того, як його спіймали на несанкціонованому вирощуванні піддослідного собаки CX404, який загриз колегу. Він вколює капсулу з холодним синтезом собі в шию та вирушає в Пустку. Згодом Люсі зустрічає Вілзіґа, який безуспішно переконує її повернутися до Сховища 33.
Розпочавши пошуки, Максимус і Тайтус зазнають нападу ведмедя-мутанта. В сутичці Тайтус отримує важке поранення. Тайтус ображає і погрожує Максимусу за те, що той не зміг його захистити. Це спонукає Максимуса лишити Тайтуса стікати кров'ю і забрати його силові обладунки. Люсі прибуває до містечка Філлі, де возз'єднується з Вілзіґом, який намагається організувати безпечний похід до Лі Молдевер, яка утримує її батька.
Говард влаштовує засідку, вимагаючи винагороду за Вілзіґа, але їм вдається втекти, коли втручається Максимус. Поранена CX404 залишається позаду, але Говард лікує пса та використовує для вистежування Люсі та Вілзіґа. Пізніше Вілзіґ приймає ціанід і каже Люсі, що у неї більше шансів дістатися до Молдевер, якщо їй доведеться нести лише його голову. Люсі відрізає голову вченого.

## Сприйняття та відгуки
Станом на березень 2025 року на сайті «IMDb» серія отримала 8.1 бала підтримки з можливих 10 при 13933 голосах користувачів.
Люсі Менґан писала для «Ґардіан»: «Ця бездоганно зроблена, надзвичайно дотепна постапокаліптична драма — ще одна блискуча адаптація відеоігри. Це смішно, самобутньо та напружено — дивовижний баланс».
В огляді «Substack» Лесом Чаппелем зазначалося: «Серіалу Fallout вдалося досягти успіху в двох напрямах. Це шоу, яке доводить своє розуміння канону, від зовнішньої іконографії „Волт-Бой“ і силової броні до перекрученого почуття гумору, яке проходить через усе, що ні в якому разі не повинно бути смішним. Він відповідає підвищеній реальності оригінальних ігор. Серіалу вдається прокласти свій власний шлях через пустку, одразу створюючи відчуття особистості. Часто жорстока, часто кумедна, і вихваляючись багатством в кастингу, це має потенціал вилетіти на вищий рівень ігрових адаптацій.»
У «Den of Geek» Бернардом Боо в огляді зазначено: «Телевізійна адаптація Fallout від Prime Video робить те, чого ніколи не було в іграх легендарної франшизи — ставить розповідь понад усе. Шоу справді з любов'ю відтворює ядерну Пустку у спосіб, який залишається вірним серіалу. Але історія абсолютно нова та неочікувано спонукає до роздумів. Телевізійні персонажі набагато складніші, ніж їхні аналоги у відеоіграх. Хоча, чесно кажучи, вони мають перевагу в тому, що їм не доводиться стояти неприродно нерухомо, дивлячись прямо в камеру, коли є що сказати.»
Оглядач «Slant Magazine» Нів Султан писав: «Fallout зображує чудеса й жахи каліфорнійської пустки — повністю отруєної пустелі мутованих тварин і тимчасових спільнот — із проникливою перспективою та вражаючою спритністю тону. Це абсурдистське, жахливе та еклектично смішне дослідження нестримної корпоратизації, військового індустріалізму та життя після кінця часів.»
Для вебсайту «Decider» від «Нью-Йорк пост» Шон Т. Коллінз зазначав: «Це (поки що) хороша солідна жанрова розповідь у надзвичайному режимі. Без жодних претензій на глибину, окрім бажаної інтелектуальної підлості. Будемо сподіватися, що ця серія продовжиться.»

## Музичний супровід
Музику до епізоду написав Рамін Джаваді. В епізоді звучало багато пісень, зокрема «Into Each Life Some Rain Must Fall» «The Ink Spots» та Елли Фіцджеральд, «Don't Fence Me In» Бінга Кросбі і сестер Ендрюс, «It's a Man» Бетті Гаттон та «I Don't Want to Set the World on Fire» «The Ink Spots».

## Знімались
| Актор             | Роль                   |
| ----------------- | ---------------------- |
| Елла Пернелл      | Люсі                   |
| Аарон Мотен       | Максимус               |
| Волтон Гоггінс    | Гуль                   |
| Майкл Емерсон     | Вілзіг                 |
| Майкл Рапапорт    | лицар Тайтус           |
| Дейл Діккі        | Ма Джун                |
| Джон Дейлі        | продавець зміїної олії |
| Майкл Абботт      | фермер                 |
| Едіт Джейсон      | Барв                   |
| Джейк Гарбер      | збирач курей           |
| Амір Карр         | малий Максимус         |
| Мартін Пфеффекорн | перший продавець       |